# Mariachi Charanda
Mariachi Charanda es un mariachi tradicional de México. El grupo trabaja para conservar la versión de esta música, originalmente hecha únicamente con instrumentos de cuerdas, trabajando con instituciones culturales y educativas para presentar su antiguo estilo de música en todo México y el extranjero.
Fundado en 1979, el grupo ha permanecido junto por más de treinta años, integrado por José Luis Perujo en el violín, Carlos Carral en la vihuela mexicana, Javier Lassard en el violín, Sergio Méndez en la guitarra de golpe, Emilio Perujo en el  guitarrón mexicano, Emilia Perujo en el guitarrón y María Perujo como vocalista.
El repertorio del grupo consiste principalmente en música tradicional de los estados occidentales, Jalisco, Colima, Nayarit y Michoacán, pero ha incorporado algunas obras de otras regiones de México. Las canciones incluyen El capulinero, Atotonilco, El sauce y la palma, La pulquería, México lucido, El toro viejo, La tequilera y El huizache.
El Mariachi Charanda colabora con instituciones culturales y educativas como  la Secretaría de Educación Pública, CONACULTA y la UNAM participando en programas como Radio Educación, Radio Universidad, Once TV, Cadena Tres y Discovery Channel. También participan en eventos infantiles como Alas y Raíces y Jugares y Juglares en la Ciudad de México.
Este grupo se ha presentado en la mayor de los principales teatros de México y ha estado presente en cada estado del país, especialmente en festivales culturales en San Luis Potosí, Tlaxcala, Jalisco, Puebla, Morelos y otros estados. También se presentaron en el Primer Encuentro Internacional de Mariachi y en el noveno Encuentro Nacional de Mariachi Tradicional) en Guadalajara. Además, han tenido tours en Europa (España, Francia, Grecia), América del Sur (Brasil, Argentina) y varias ciudades de Estados Unidos y Guatemala.